# Laden (marque)
Ne doit pas être confondu avec Oussama ben Laden.
Laden est une marque d'électroménager appartenant à la société française Whirlpool France filiale du groupe américain Whirlpool Corporation.
Elle est exclusivement distribuée en France.

## Histoire
Laden est une marque d'origine française créée à la suite de la rencontre de Charles Boutelleau, ingénieur, industriel et inventeur et de Pierre Bucher, commercial et distributeur d'appareils électroménagers, en 1948. 
Charles Boutelleau avait le projet de concevoir et fabriquer des machines à laver le linge, dans les locaux de la société Melodium qu'il dirigeait avec Emile Furn comme associé, et les premières machines virent le jour chez Melodium, 296 rue Lecourbe, à Paris, sous la marque Laden, nom à consonance germanique, volontairement créé par Charles Boutelleau à partir du nom et du prénom de son épouse, Denise Latour (LAtour DENise).
À la création de la société sous la marque Laden, en décembre 1948, les 3 associés étaient Charles Boutelleau, Émile Furn et Pierre Bucher.
Elle s'est principalement spécialisée dans les lave-linge, fours, lave-vaisselle et réfrigérateurs peu techniques, mais simples d'utilisation et d'une fiabilité reconnue.
Depuis son rachat par la division électroménager de Philips, elle-même rachetée par Whirlpool en 1990, Laden est peu à peu devenue la marque d'entrée de gamme du groupe en France.
Le site web de la marque redirige désormais vers celui de la marque Indesit.